# 管领 (八旗)
管领或内管领（转写：hontoho，直译浑托霍:4、挥托和:60、珲托和:6），原意为半个佐领。是八旗基层组织单位。雍正之前，其长官称包衣长（穆麟德轉寫：booi da，直译包衣达）。自雍正末年、乾隆初年开始，长官亦称管领:60。
康熙朝，内务府三旗形成。初设满洲佐领9，旗鼓佐领12，高丽（朝鲜）佐领1，管领20。三藩之乱后，清廷将三藩旧部人口编入内务府。康熙三十四年（1695年），内务府三旗编制增至满洲佐领15，旗鼓佐领18，朝鲜佐领2，管领30。现代研究者指出，这30个内务府管领中，至少23个管领安插有三藩罪臣家人。内务府管领下人居住于北京城，由内务府驱使充当杂役:6、7。